# 日向国分寺跡

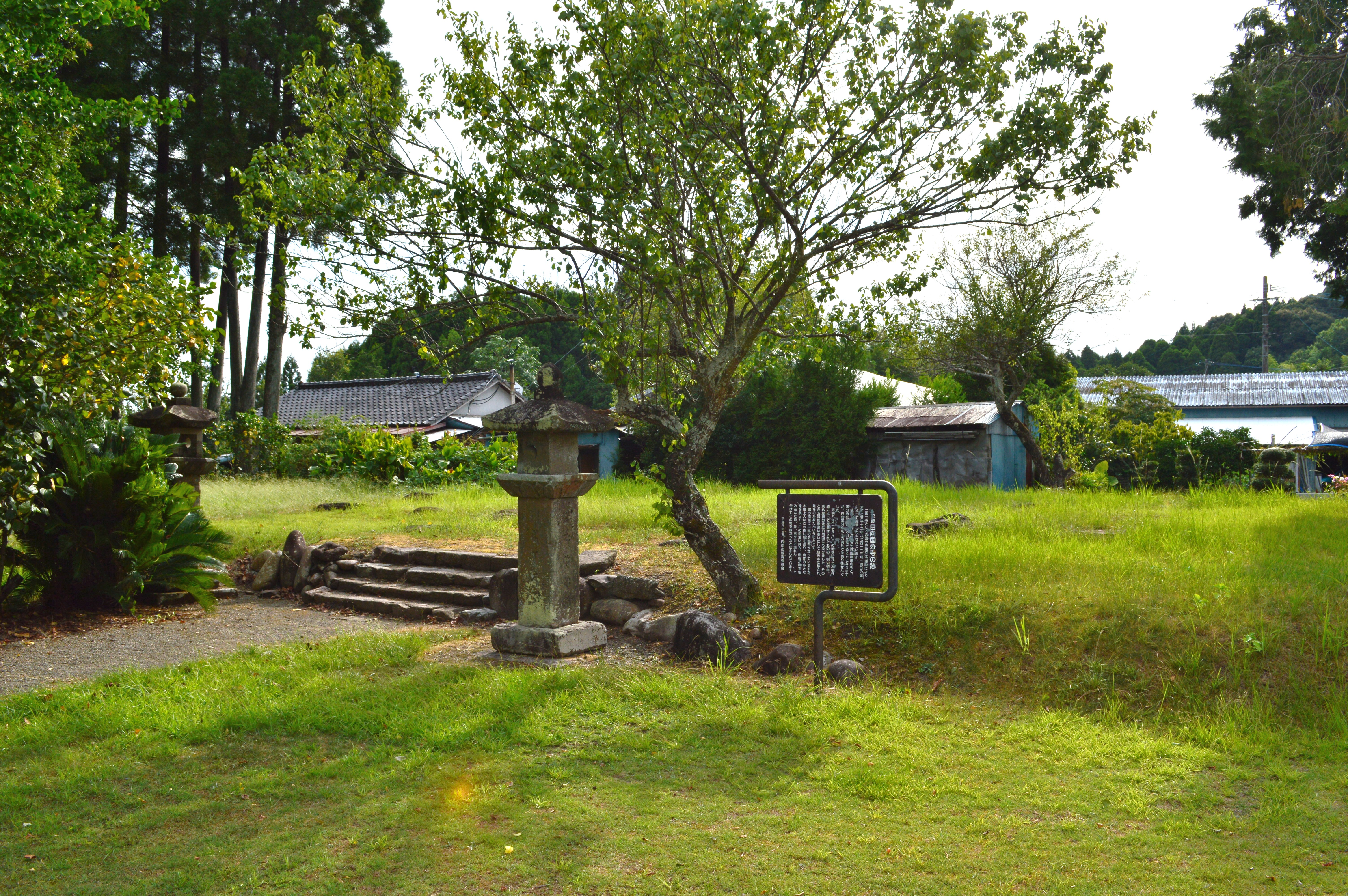
堂宇跡

日向国分寺跡（ひゅうがこくぶんじあと）は、宮崎県西都市にある古代から近世の寺院跡。明治4年（1871年）に廃寺となった。廃寺当時の宗派は真言宗、山号は五智山、本尊は五智如来。現在は国の史跡に指定されている。
奈良時代に聖武天皇の詔により日本各地に建立された国分寺のうち、日向国国分寺の寺院跡にあたる。本項では日向国分尼寺跡についても解説する。

## 歴史

### 古代
日向国分寺の建立時期については、記録が残っておらず明らかでない。『続日本紀』の天平勝宝8歳（756年）12月20日条に、日向を含む26か国が記載されていることから、国分寺・国分尼寺建立の詔が発せられた741年から756年までの間に建立されたと考えられている。
『弘仁式』には日向国分寺料の主税が1万束であったことが見える。

### 近世

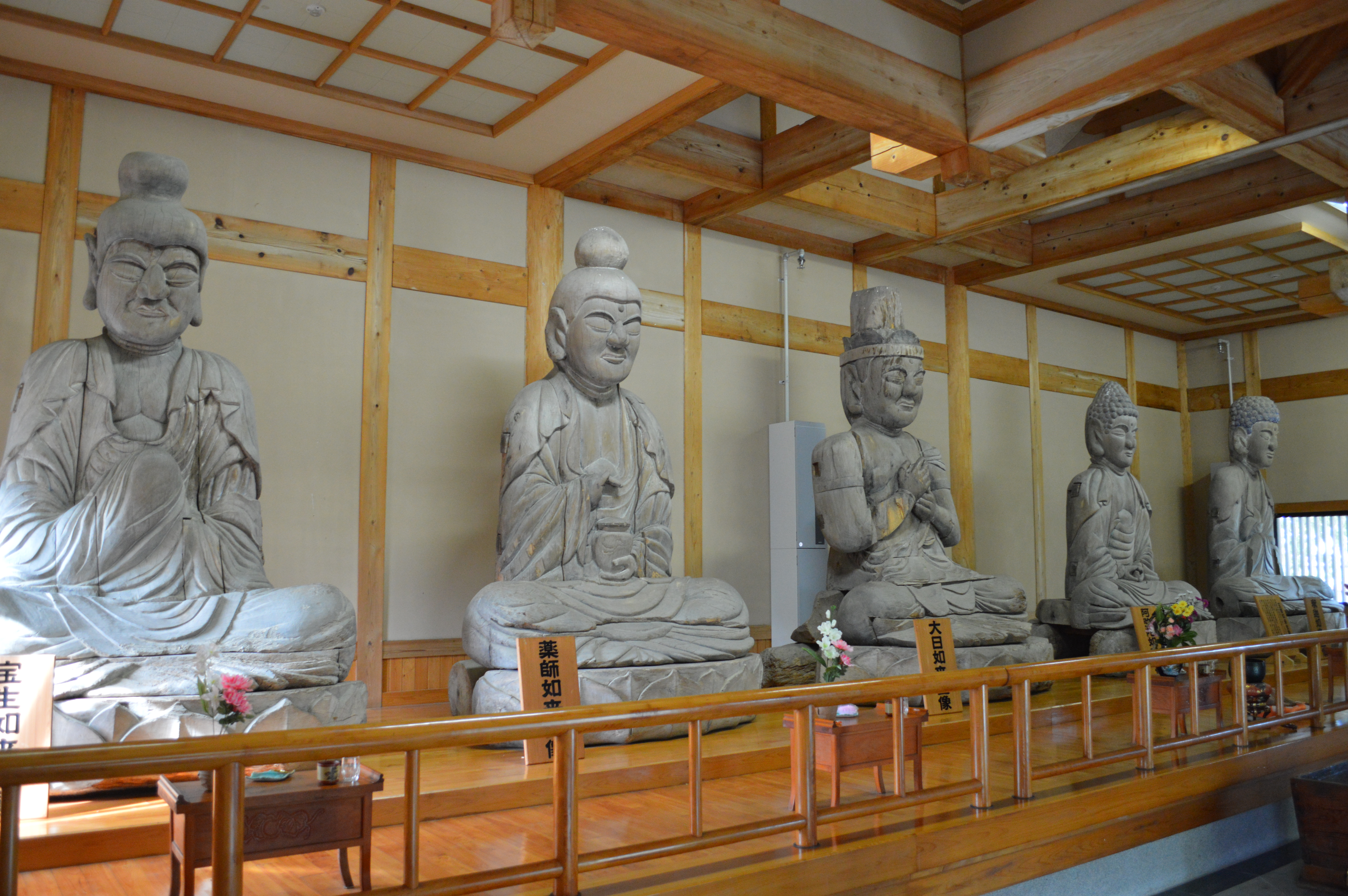
五智如来坐像（県指定文化財）

天明8年(1788年)には、遊行僧として全国行脚の途中であった木喰が日向国分寺を訪れた。来訪時の当寺は衰退していたが、地元民に乞われて住職となったという。寛政3年（1791年）に火災によって堂宇が焼失したため、木喰は再建に尽力し、伽藍の建立や仏像（五智如来像）を作った。そして寛政9年（1797年）に当寺を出立したという。

### 明治以降
廃仏毀釈にあたって、明治4年（1871年）に当寺も廃寺となって取り壊されたが、五智如来像は地元の信仰者の手により保護された。その後再建されたが、戦後まもなく台風のため倒壊した。再度再建されたが、五智如来像を安置するための施設（木喰五智館）が建てられた際に取り壊された。

## 日向国分寺跡
西都原古墳群が展開する西都原台地の南部、一段下がった低地上に位置する。国分寺・国分尼寺は国府の近くに置かれるのが通例であるが、当寺の場合は少し遠い位置にある。
発掘調査は1948年に日向考古調査団、1961年及び1989年に宮崎県教育委員会によって実施された。その際、僧房跡と推定される遺構が確認されたが、主要伽藍配置については明らかとはならなかった。その後、1995年から西都市教育委員会によって調査が実施され、金堂のものと推定される掘込地業跡、中門跡、回廊跡とその外側に巡らされていたと推定される溝が検出された。このように主要伽藍配置についてもわずかながら明らかとなりつつある。

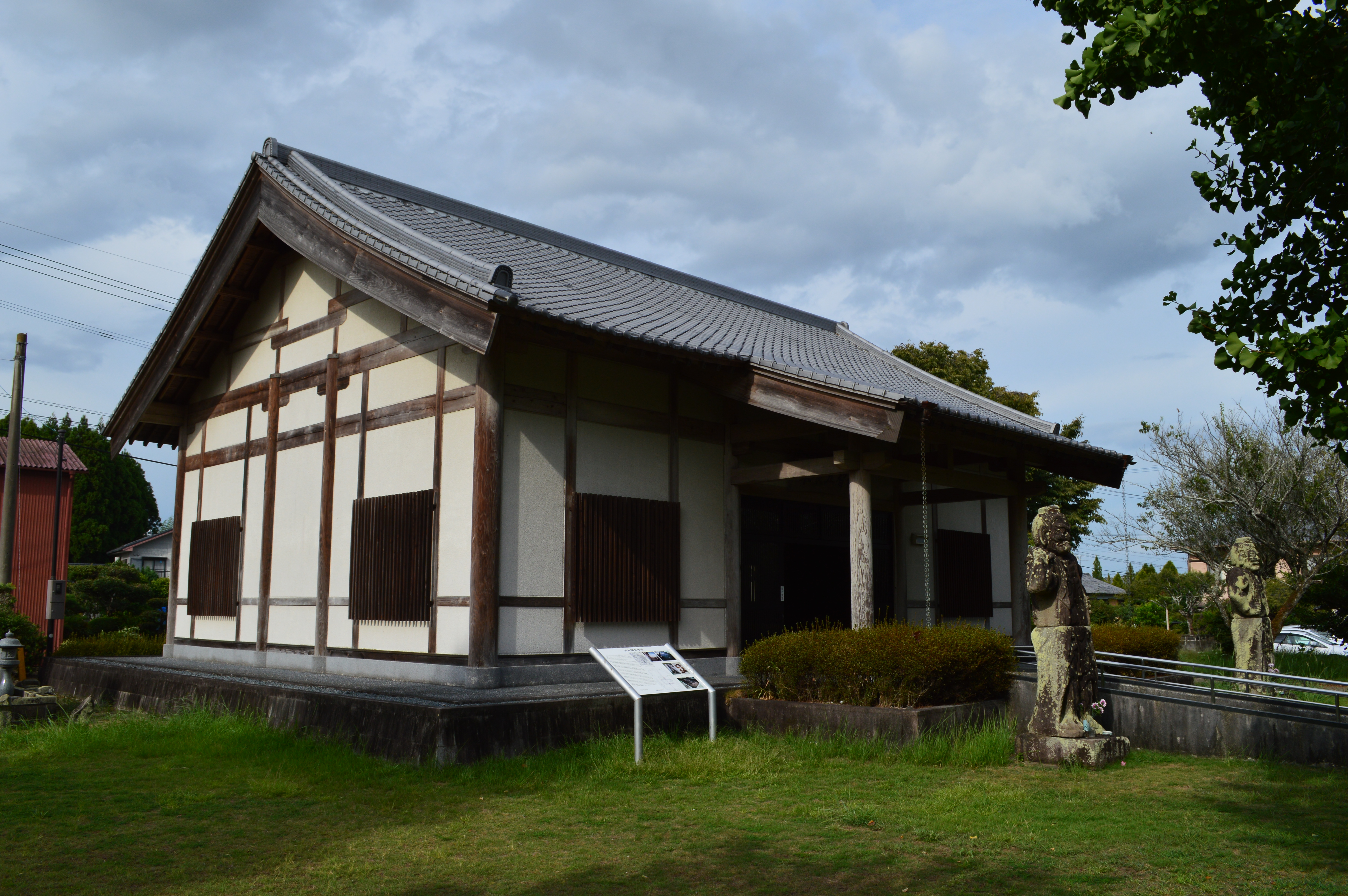
木喰五智館
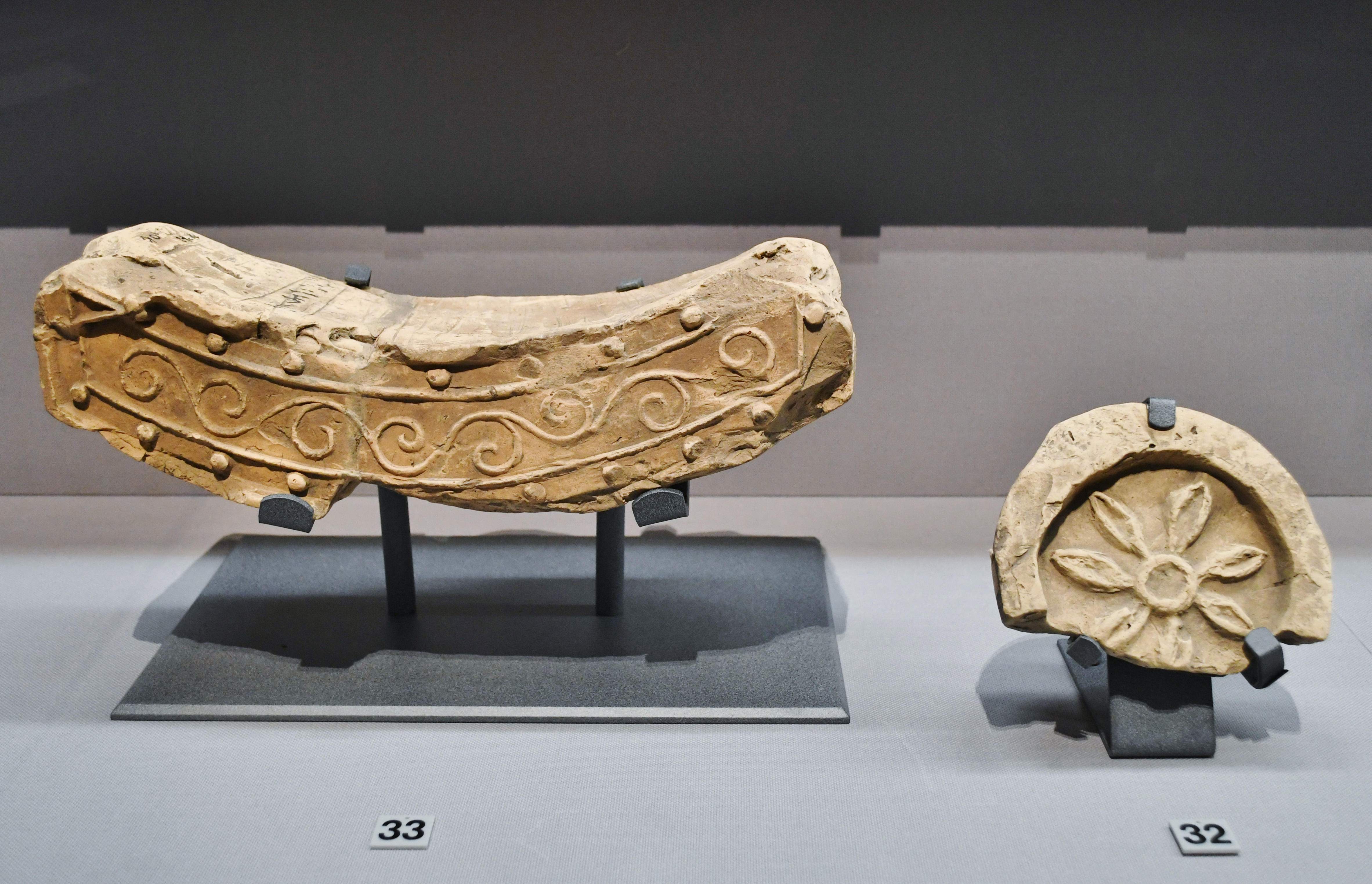
軒瓦 東京国立博物館展示。

## 日向国分尼寺跡

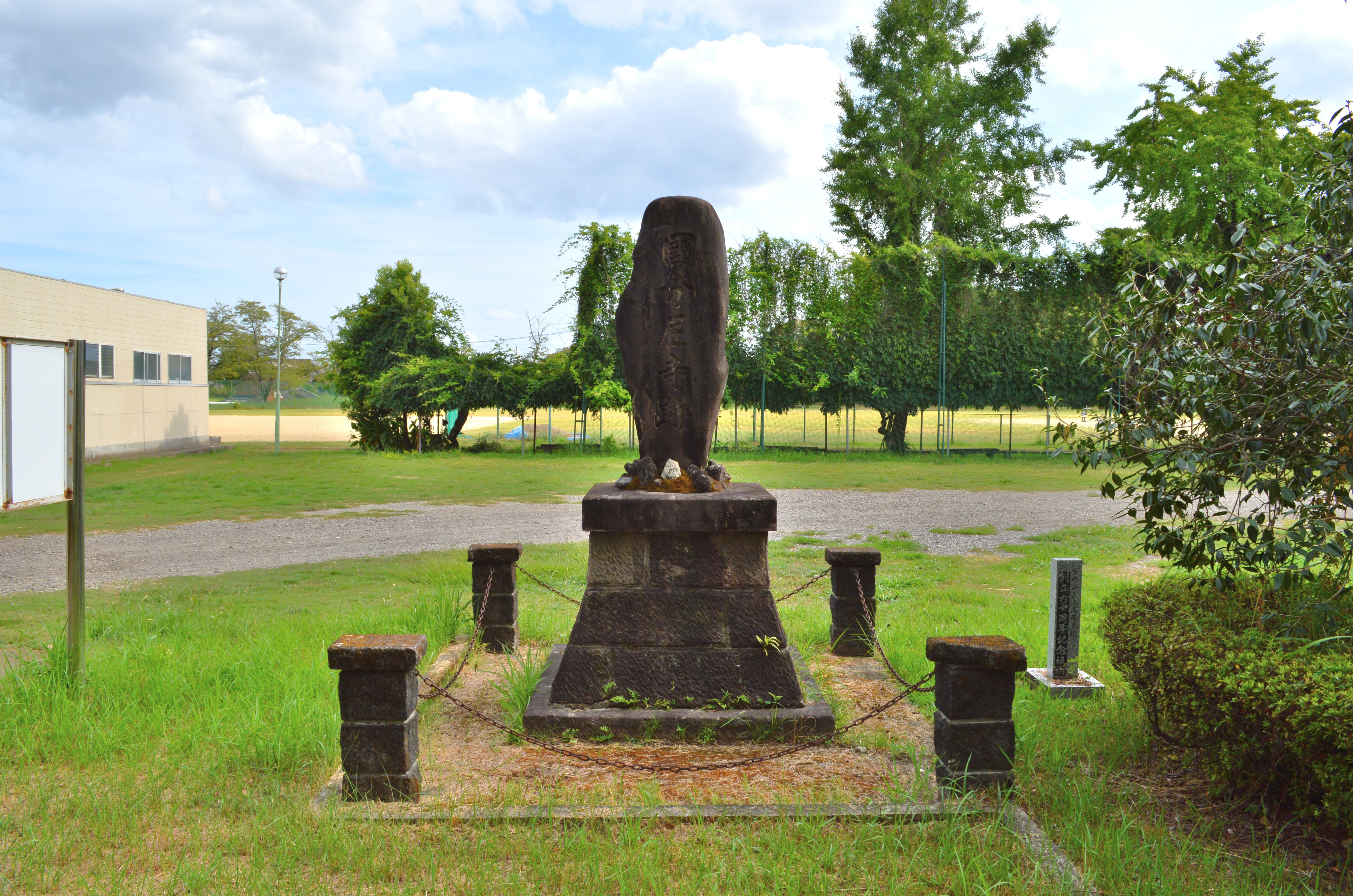
尼寺跡石碑

尼寺跡は、僧寺の北方約600メートル、現在の宮崎県立妻高等学校の敷地内が推定地となっている（諏訪遺跡）。当地からは、国府や僧寺と出土のものと同時期の製作とみられる瓦が多数出土している。調査では溝が検出された程度で、いまだ伽藍は明らかではない。

## 文化財

### 国の史跡
- 日向国分寺跡 - 平成23年9月21日指定（昭和9年4月17日に県指定史跡）。

### 宮崎県指定有形文化財
- 木造五智如来坐像 5躰（美術工芸品） - 平成8年11月1日指定。

## 現地情報
所在地
- 国分寺跡：宮崎県西都市三宅（北緯32度06分08.70秒 東経131度23分48.87秒 / 北緯32.1024167度 東経131.3969083度座標: 北緯32度06分08.70秒 東経131度23分48.87秒 / 北緯32.1024167度 東経131.3969083度）
- 国分尼寺跡：宮崎県西都市右松（北緯32度06分28.87秒 東経131度23分46.66秒 / 北緯32.1080194度 東経131.3962944度）

周辺
- 西都原古墳群
- 日向国府跡（北緯32度06分52.12秒 東経131度24分03.41秒 / 北緯32.1144778度 東経131.4009472度）